# محاصره برلین
محاصره شهر برلین یک بحران بین‌المللی در سال‌های ۱۹۴۸–۱۹۴۹ بود که اتحاد جماهیر شوروی به منظور مجبور کردن متحدان غربی فاتح جنگ جهانی دوم شامل ایالات متحده آمریکا، بریتانیا و فرانسه به واگذار کردن اختیارات و قلمرو خود در برلین غربی ایجاد کرده بود.
در اوج جنگ سرد، برای آلمان غربی و با هدف راه اندازی اقتصاد این کشور که بر اثر جنگ نابود شده بود سیاست‌های اصلاحات پولی اعلام شد که با توافق متحدان غربی فاتح جنگ، برلین غربی را هم شامل می‌شد، اما این اقدام با مخالفت شدید دولت شوروی سابق، فاتح اصلی برلین و حاکم بخش شرقی (آلمان شرقی سابق)، که در آن زمان منطقه تحت اشغال شوروی نامیده می‌شد، روبرو شد.

## حصر برلین
در برابر اعلام یک جانبه اصلاح پولی در آلمان، شوروی با محاصره اقتصادی برلین غربی و مسدود کردن راه‌ها و مسیرهای قطار و سیستم آبرسانی واکنش نشان داد. هر نوع رفت‌وآمد به برلین غربی از راه زمین فقط از داخل منطقه تصرف شده توسط شوروی و اجازه حاکمان وقت آلمان شرقی امکان‌پذیر بود و از راه هوائی، بجز هواپیماهای متفقین غربی آمریکا، بریتانیا و فرانسه آنهم تحت مقررات و تقسیم‌بندی‌های بعد از جنگ، امکان‌پذیر نبود. اما دو روز بعد از محاصره برلین، آمریکا و متحدان غربی به‌ویژه بریتانیا، با وجود خطر بروز یک جنگ جهانی جدید، محاصره را شکستند و مستقیماً از پایگاه‌های هوایی آمریکا در نزدیکی فرانکفورت، شروع به حمل آذوقه و سایر کالای مورد نیاز مردم نمودند و این وضعیت تا یازده ماه ادامه یافت تا سرانجام بر اساس فشارهای وارده و تحریم هرگونه کالاهای صادراتی از کشورهای بلوک شرق توسط متحدین غربی، شوروی در ۱۲ مه ۱۹۴۹ پایان محاصره را اعلام نمود. کمک رسانی هوایی از برلین تا سپتامبر آن سال ادامه داشت و در این مدت ۲٬۳۲۳٬۷۳۸ تن آذوقه، سوخت، ماشین آلات و سایر مایحتاج به برلین غربی رسانده شد. در اوج دوران کمک‌رسانی هوایی به‌طور متوسط هر ۳۰ ثانیه یک هواپیمای حامل کمک در برلین غربی به زمین می‌نشست. در جریان این محاصره و مقاومت متحدان غربی در کمک رسانی، شهر برلین به نوعی نماد مقاومت دربرابر پیشروی و اعمال نفوذ بیشتر شوروی در اروپا شناخته شد.

## پیامد
در ۱۹۴۹ آمریکا، بریتانیا و فرانسه با ترکیب سرزمین‌های اشغالی‌شان در آلمان کشور آلمان غربی (جمهوری فدرال آلمان) را تأسیس کردند. شوروی در پاسخ کشور آلمان شرقی (جمهوری دمکراتیک آلمان) را تأسیس نمود. با شکست حصر برلین و تشکیل دو کشور آلمان غربی و آلمان شرقی تقسیم اروپا به اتمام رسید و صحنه زورآزمایی جنگ سرد به مناطق دیگر جهان انتقال یافت.

## نگارخانه

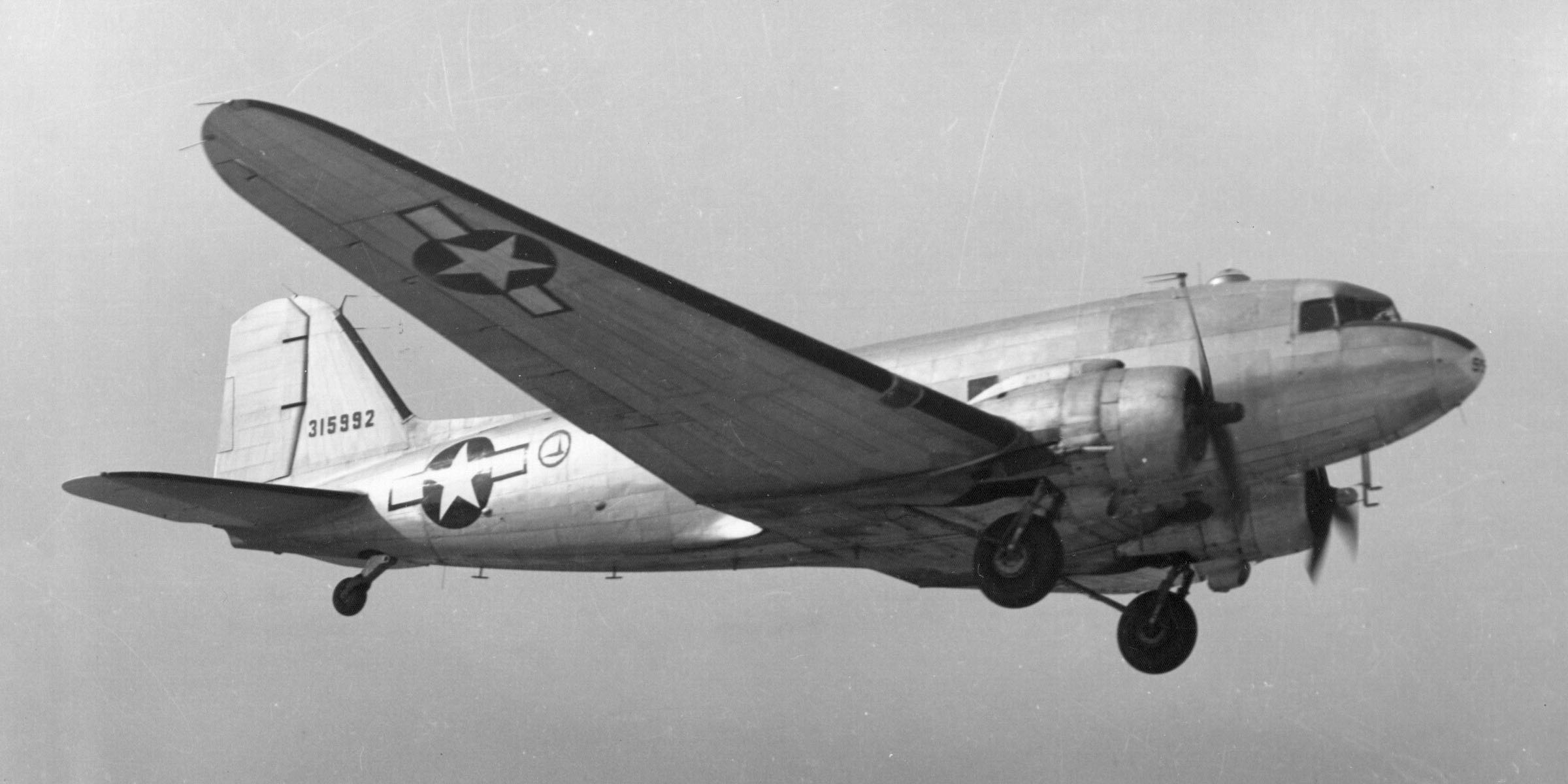
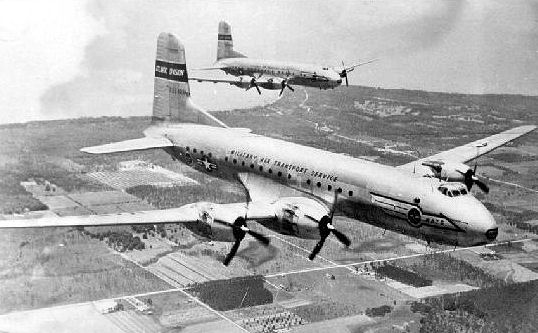
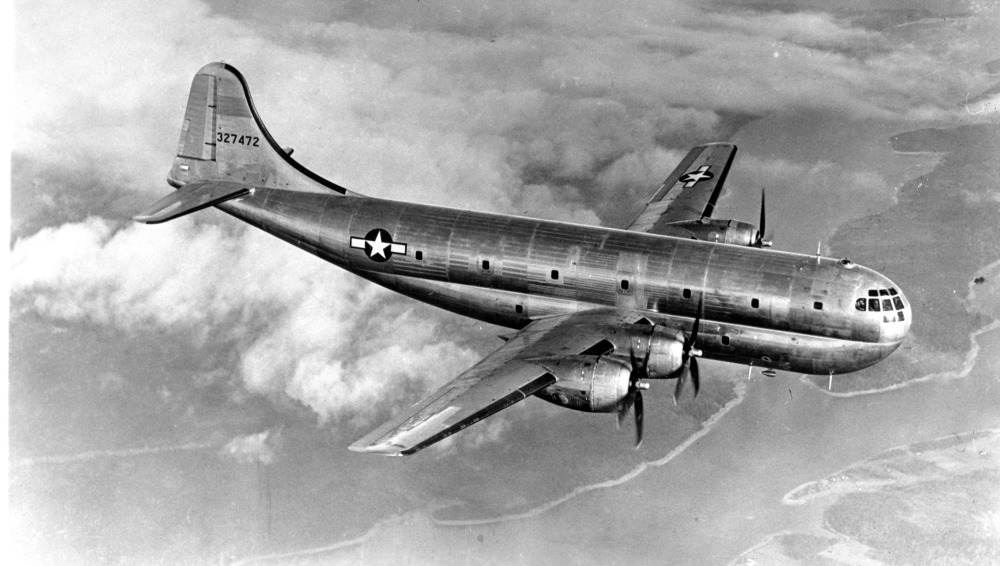
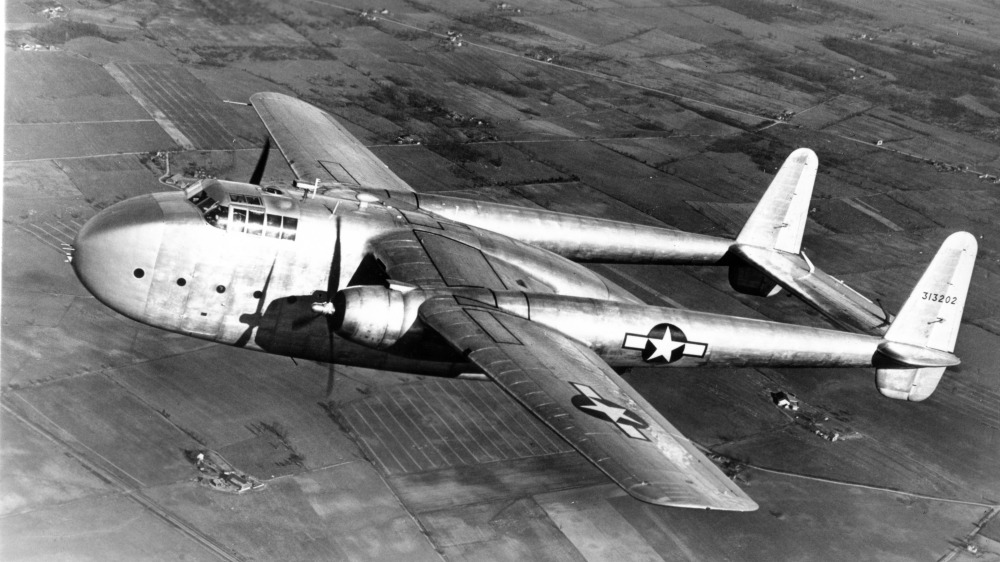
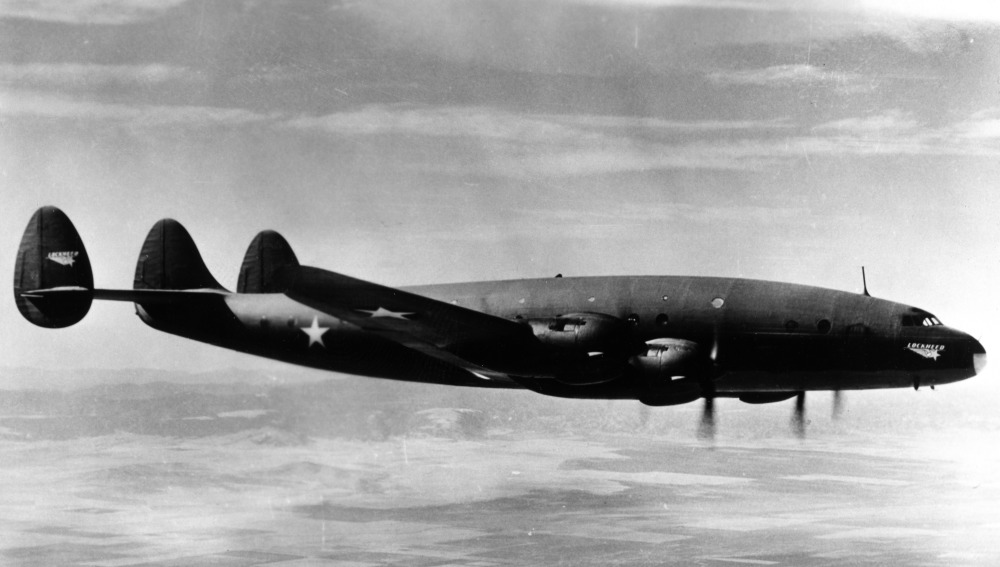